# Hôtel de Günzburg
L'hôtel de Günzburg est un hôtel particulier situé au no 7, rue de Tilsitt, dans le 17e arrondissement de Paris.
À sa construction, il est la propriété du baron Joseph de Günzburg, puis successivement du comte Vitali, et de la Direction des ressources humaines des ministères chargés des affaires sociales.
Il est aujourd'hui propriété d'une société privée et abrite des bureaux.

## Localisation
Il est situé aux 7, rue de Tilsitt, 2, avenue Mac-Mahon, avenue de Wagram et place de l'Étoile, dans le 17e arrondissement de Paris.

## Histoire
L'hôtel est construit en 1868, à l'initiative du baron Joseph de Günzburg par l'architecte Charles Rohault de Fleury sur les plans de Jacques-Ignace Hittorff datant de 1853.
La décoration de la façade donnant sur la rue de Tilsitt est réalisée par le sculpteur Frédéric-Louis Bogino, on peut y apercevoir la représentation de l'Agriculture et de l'Industrie.
La décoration intérieure est, quant à elle, réalisée par Charles Chaplin, Alexandre Denuelle, Alexis-Joseph Mazerolle.
Il est acquis aux enchères par Philippe Spiridion, comte Vitali en juin 1886 pour la somme de 2,2 millions de francs, qui en fit sa résidence parisienne et le siège de son groupe : la Régie générale des chemins de fer.
Entre 1965 et 1974, la DAGPB siège dans cet immeuble.

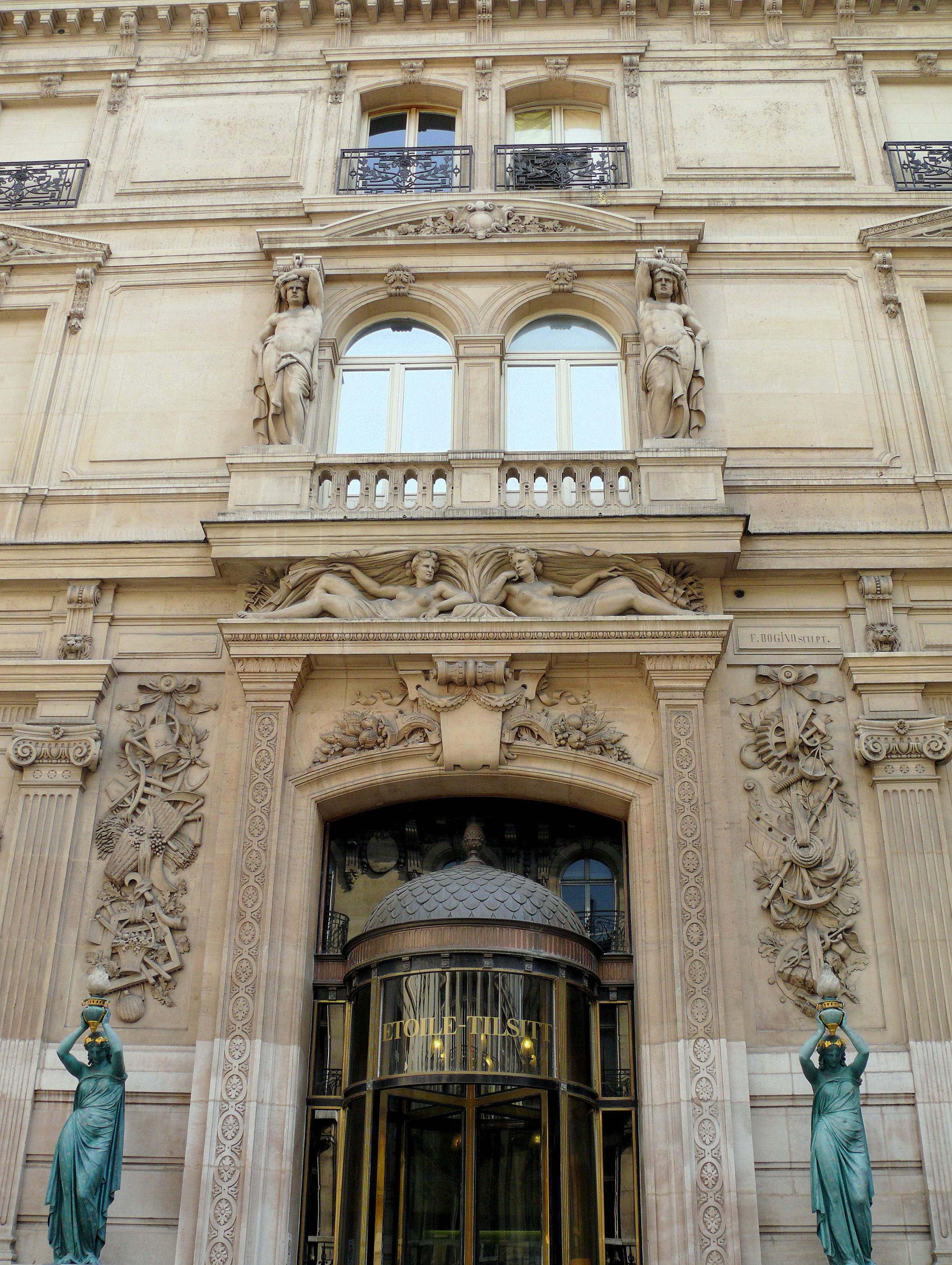
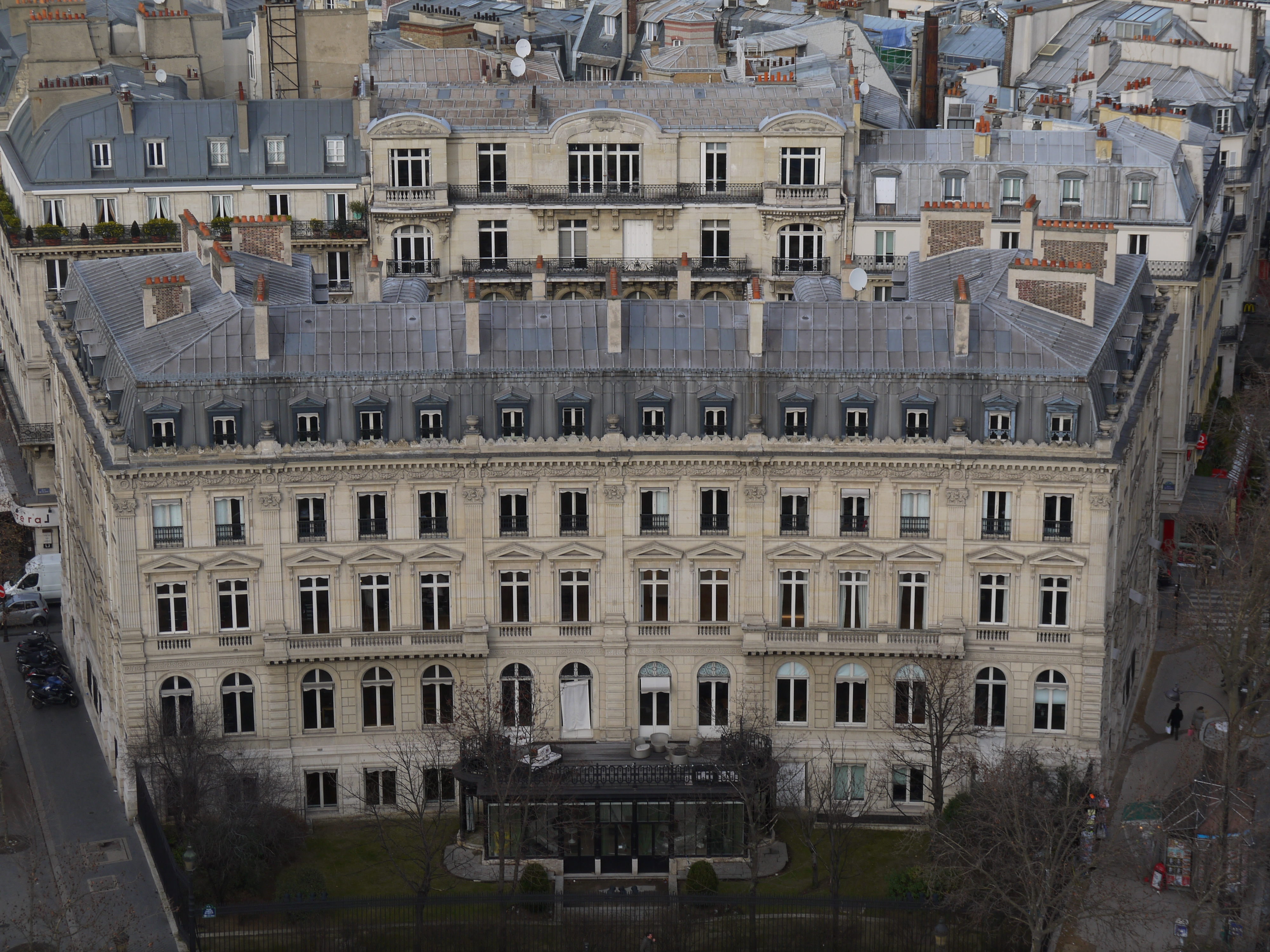
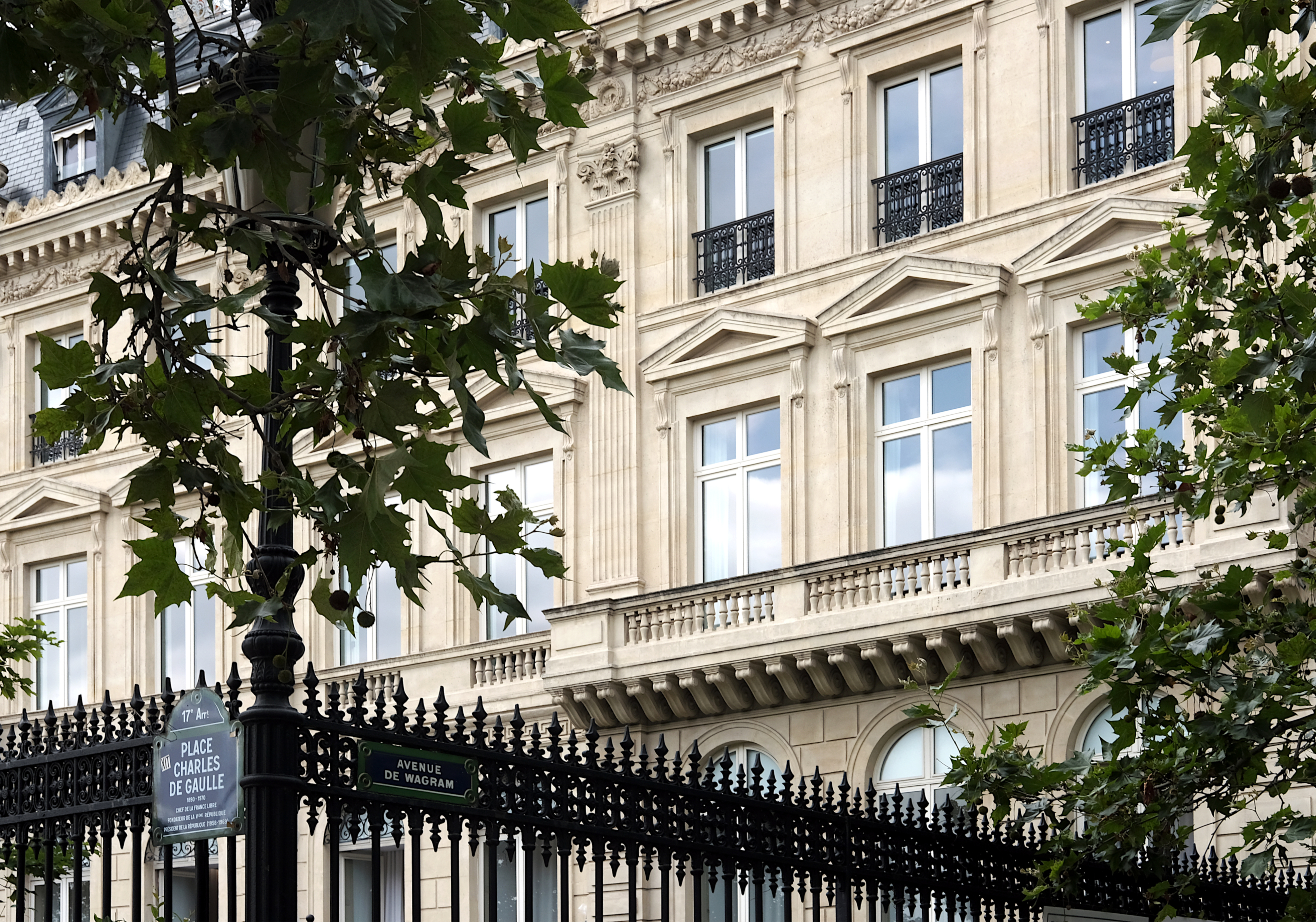

## Protection
L'hôtel est classé partiellement (éléments protégés : les façades, toitures, hall d'entrée, les deux escaliers d'honneur avec leur rampe en fer forgé et leur cage ainsi que la galerie et les trois salons avec leur décor au premier étage) au titre des monuments historiques par arrêté du 30 décembre 1983.